# Darque
Darque est une paroisse civile portugaise (en portugais : freguesia) de la municipalité de Viana do Castelo, dans le district de Viana do Castelo.
Lors du recensement de 2021, Darque compte 8 002 habitants.